# 佐藤健輔
佐藤 健輔（さとう けんすけ、5月14日 - ）は、日本の男性声優。長崎県出身。アクセント所属。

## 来歴
東京都立科学技術大学航空宇宙システム工学科卒業。
2012年12月よりアクセント所属。以前はオフィスPACに所属していた。

## 人物・特色
特技はサッカー、ゲーム、カラオケ。趣味は人工衛星の軌道計算、ドラム演奏。
方言は九州弁。
弟がいる。既婚者で娘がいる。

## 出演
太字はメインキャラクター。

### テレビアニメ
2007年
- 古代王者 恐竜キング Dキッズ・アドベンチャー（観光客男、男）
- 神霊狩/GHOST HOUND（勝俣剛）

2008年
- スティッチ!（漁師B）
- モノクローム・ファクター（ラジオの声）

2009年
- イナズマイレブン（2009年 - 2011年、闇野カゲト、ニース・ドルフィン、ジジ・ブラージ、老人、デスタ、レビン・マードック〈2代目〉）
- 機動戦士ガンダム00（巡洋艦クルー）
- ドラえもん（テレビ朝日版第2期）（ルリィの父）
- はじめの一歩 シリーズ（2009年 - 2014年、ドクター、メッガン・ダッチボーイ） - 2シリーズ

2010年
- アイアンマン（エージェントA、大野教授、ゲリラ、部隊長、オペレーター 他）
- 学園黙示録 HIGHSCHOOL OF THE DEAD（管制塔の声）
- GIANT KILLING（宮野剛）
- 夢色パティシエール（パティシエA）

2011年
- イナズマイレブンGO（2011年 - 2014年、サスケ、三国太一、矢嶋陽介、ガウラ、シュテン、リ・チュンユン、ドミトリー・ソビロフ、ミネル・エイバ、アルゴ・バージェス） - 3シリーズ
- UN-GO（検察を名乗る男、議員）
- ウルヴァリン（マドリプールの住人、スクラップ工場の男）
- TIGER & BUNNY（強盗犯B）
- たまごっち!（2011年 - 2013年、マネージャー、スーパーやどかりっち） - 2シリーズ
- ダンボール戦機（2011年 - 2013年、赤の部隊・隊員、黒服、コブラ、山名シン） - 3シリーズ
- ちはやふる（2011年 - 2020年、北野昌夫〈北野先生〉、マット・ローワン、中山学、木林豊、野口先生、運営委員、武村敬一 他） - 3シリーズ
- とある魔術の禁書目録II（ローマ正教・男）
- NO.6（治安局員C、チンピラA、保健衛生局員、入国審査官、研究員 他）
- ポケットモンスター ベストウイッシュ（2010年 - 2013年、ノボリ、ベルのエンブオー、アイリスのカイリュー、ブラッド 他） - 2シリーズ + 特別編

2012年
- アクエリオンEVOL（モロイ・ドレッツァ）
- 黒子のバスケ（平野、大坪泰介、松元監督）
- 謎の彼女X（体育の先生）

2013年
- ポケットモンスター XY（2013年 - 2016年、リモーネ、リモーネのバシャーモ、シトロイド、シトロンのレントラー、Z2、アランのリザード→リザードン、ヘイダユウ、店主 他） - 2シリーズ + 特別編

2014年
- ガンダムビルドファイターズトライ（バトル部顧問）
- 東京レイヴンズ（江藤）
- 棺姫のチャイカ（ニコライ・アフトトル） - 2シリーズ
- 妖怪ウォッチ（2014年 - 2023年、万尾獅子、河童、ソレ田社長、エミの父、スティーブ・ジョーズ、から傘お化け、アライ魔将、セバスチャン、スイカニャン、じがじぃさん、モノマネキン、晴れ男、エジソン、イヌニャン、レッドJ、大後悔船長、じこけん王、すもうどん、ボー坊、テンパるンバ、鬼食い、御門先生〈5年1組担任〉、山田幸典、渡鳥彦、ロボニャンUSA、のらりくらり、ブルジョアG、いのちとり、おとろし、アーノルド、サンタクロース、から傘魔人、びきゃく、ナレーション 他） - 3シリーズ

2015年
- アクエリオンロゴス（波多野）
- うしおととら（法力僧A）
- コンクリート・レボルティオ〜超人幻想〜（2015年 - 2016年、刑事、天弓ナイト） - 2シリーズ
- 蒼穹のファフナー EXODUS（マルコス・ブラド、シモン・ネタニヤフ）
- それが声優!（七色の巨人音響監督、工場長）

2016年
- 機動戦士ガンダムUC RE:0096（甲板士官、整備士、部下）
- 甲鉄城のカバネリ（吉備土）
- バトルスピリッツ ダブルドライブ（通行人B）

2017年
- 鬼平（賊A）
- ボールルームへようこそ（審査員A、審査員）
- かみさまみならい ヒミツのここたま（飯沼工場長）

2018年
- 妖怪ウォッチ シャドウサイド（2018年 - 2019年、フクロウ、ナツメの父、ジンタ / ジンゲキ、迦毘羅、ミツマタミズチ、コンブさん、バーニングドラゴン、キング・ブライトネス、合体亡霊戦士 他）
- はたらく細胞（2018年 - 2021年、白血球〈2048〉） - 2シリーズ
- BANANA FISH（ソン）
- レイトン ミステリー探偵社 〜カトリーのナゾトキファイル〜（キー・カストン）

2019年
- からくりサーカス（番頭、カピタン・グラツィアーノ、ブロム・ブロム・ロー、機械人間―0）
- ブギーポップは笑わない（患者）
- ヴィンランド・サガ（領主、デンマーク軍兵士）

2020年
- ヒーリングっど♥プリキュア（長野日出夫）
- GREAT PRETENDER（アナウンス）
- 妖怪学園Y 〜Nとの遭遇〜（2020年 - 2021年、ドーベル・ベイダー、オヤノメ、河童）
- 憂国のモリアーティ（ヴィクトリア女王）

2021年
- ポケットモンスター（2021年 - 2023年、アイリスのカイリュー、デンジのレントラー、シトロイド、リザードン〈アラン〉、ノボリ） - 2シリーズ
- もっと!まじめにふまじめ かいけつゾロリ（マスター）

2022年
- SHAMAN KING（寂尊）

### 劇場アニメ
2006年
- アタゴオルは猫の森（チャチャ丸）
- ブレイブ ストーリー

2008年
- バイオハザード ディジェネレーション

2010年
- 劇場版 機動戦士ガンダム00 -A wakening of the Trailblazer-
- 蒼穹のファフナー HEAVEN AND EARTH（保安員）

2011年
- 劇場版イナズマイレブンGO 究極の絆 グリフォン（三国太一）
- キズナ一撃（審判）
- 劇場版ポケットモンスター ベストウイッシュ ビクティニと黒き英雄 ゼクロム・白き英雄 レシラム（ドヌーク）
- 鋼の錬金術師 嘆きの丘の聖なる星（クレタ軍将校）

2012年
- 劇場版イナズマイレブンGO vs ダンボール戦機W（コブラ）
- 劇場版 TIGER & BUNNY -The Beginning-（強盗犯B）
- チベット犬物語 〜金色のドージェ〜（部下）
- マジック・ツリーハウス（副長）

2013年
- 劇場版ポケットモンスター ベストウイッシュ 神速のゲノセクト ミュウツー覚醒（雷ゲノセクト）

2014年
- ポケモン・ザ・ムービーXY 破壊の繭とディアンシー（マジマ）
- 映画 妖怪ウォッチ 誕生の秘密だニャン!（ガッツ仮面、びきゃく、ぬえ）

2015年
- ポケモン・ザ・ムービーXY 光輪の超魔神 フーパ（ダムじいさん）
- ピカチュウとポケモンおんがくたい（レントラー）
- 映画 妖怪ウォッチ エンマ大王と5つの物語だニャン!（名付け妖怪）

2016年
- ポケモン・ザ・ムービーXY&Z ボルケニオンと機巧のマギアナ（レントラー）
- ルドルフとイッパイアッテナ（ギブ、テイク便の運転手）

2017年
- 劇場版ポケットモンスター キミにきめた!（レントラー）

2018年
- 映画 妖怪ウォッチ FOREVER FRIENDS（猫王バステト、のらりくらり、高城喜一郎）

2019年
- 甲鉄城のカバネリ 海門決戦（吉備土）
- 映画 妖怪学園Y 猫はHEROになれるか（オヤノメ）

2024年
- 劇場版 イナズマイレブン 新たなる英雄たちの序章（城壁道三瓶）

### OVA
2008年
- COBRA THE ANIMATION

2011年
- 機動戦士ガンダムUC（部下）
- ピカチュウのサマー・ブリッジ・ストーリー（モグリュー）

2013年
- アイアンマン：ライズ・オブ・テクノヴォア

2015年
- おでまし小魔神フーパ（ダム、ゴローン）
- 棺姫のチャイカ AVENGING BATTLE（ニコライ・アフトトル）

### Webアニメ
- ポケットモンスター ブラック2・ホワイト2 紹介SPムービー（2012年、ポケモン）
- ポケットモンスター オメガルビー・アルファサファイア メガスペシャルアニメーション（2014年、ポケモン）
- 放課後のブレス（2023年、アーマーガア、ケンタロス）

### ゲーム
2007年
- スーパーロボット大戦OG ORIGINAL GENERATIONS
- ファンタシースターユニバース イルミナスの野望（タームズ・マシュロー）

2008年
- イナズマイレブン / 2 脅威の侵略者 / 3 世界への挑戦!!（2008年 - 2010年、霧隠才次、闇野カゲト） - 3作品

2011年
- イナズマイレブン ストライカーズ（2011年 - 2012年、ジジ・ブラージ、ニース・ドルフィン、デスタ、闇野カゲト、三国太一、矢嶋陽介、ラベン、ドリル、シュラ、ガウラ、井出乗数） - 3作品
- イナズマイレブンGO（2011年 - 2013年、三国太一、井出乗数、サスケ、司祭、矢嶋陽介、魔神ペガサスアーク、ミネル・エイバ、リ・チュンユン、ドミトリー・ソビロフ） - 3作品
- ポケパーク2 〜Beyond the World〜

2012年
- 黒子のバスケ キセキの試合（大坪泰介）

2013年
- ダンボール戦機ウォーズ（アンドレイ・グレゴリー、山名シン）
- 妖怪ウォッチ（御用田さん）

2014年
- 黒子のバスケ 勝利へのキセキ（大坪泰介）
- 第3次スーパーロボット大戦Z 時獄篇 / 天獄篇（モロイ・ドレッツァ）
- 妖怪ウォッチ2 元祖/本家/真打（モノマネキン、晴れ男、アライ魔将、万尾獅子、鬼食い、セバスチャン、ぬえ、びきゃく、河童、から傘お化け、じがじぃさん、大後悔船長 他）

2015年
- 黒子のバスケ 未来へのキズナ（大坪泰介）
- 妖怪ウォッチバスターズ 赤猫団/白犬隊（レッドJ 他）
- 妖怪ウォッチ ぷにぷに

2016年
- 妖怪三国志
- 妖怪ウォッチ3 スシ/テンプラ/スキヤキ（イーセンイッテル、おとろし、じこけん王、センポクカンポク、テンパるンバ、わかランナー、毘沙門天、エジソン、ダーウィン、ブルジョワG、ロボニャンUSA、スティーブ・ジョーズ 他）
- ポッ拳 POKKÉN TOURNAMENT（グレン）

2017年
- 妖怪ウォッチバスターズ2 秘宝伝説バンバラヤー ソード/マグナム（モノマネキング、ドエスカリバー、ダークマスター 他）

2018年
- 妖怪三国志 国盗りウォーズ

2019年
- 妖怪ウォッチ4 ぼくらは同じ空を見上げている /4++（ジンタ / ジンゲキ、バーニングドラゴン、モノマネキン、鬼食い 他）
- 妖怪ウォッチ1 for Nintendo Switch（御用田さん）

2020年
- 妖怪学園Y 〜ワイワイ学園生活〜（オヤノメ、ドーベル、シン・ドーベル、ドーベル・ベイダー）

2021年
- 妖怪ウォッチ1 スマホ（御用田さん）

2023年
- 帰ってきた 名探偵ピカチュウ（ブランドン・バーンズ）

### ドラマCD
- イナズマイレブンGO ドラマCD「特訓の絆!!」（三国太一[23]）
- テイルズ オブ ジ アビス III 罪に降る雪

### 吹き替え

#### 映画
- アイアンマン
- インディ・ジョーンズ/クリスタル・スカルの王国
- ウォーロード/男たちの誓い
- エクスペンダブルズ
- エディ・マーフィの劇的1週間（リック、ブロック・プレスマン）
- オフロでGO!!!!! タイムマシンはジェット式
- 最高のパートナー（ドゥシク）
- サウスランド・テイルズ
- 三国志（関興）
- 情愛と友情
- スター・ウォーズ/フォースの覚醒
- スター・トレック
- ステルスX
- スモーキン・エース/暗殺者がいっぱい
- ダ・ヴィンチ・コード ※フジテレビ版
- 007 慰めの報酬
- ツーリスト
- デス・レース
- 天使と悪魔（カメラマン）
- トップガン
- トランスフォーマー/リベンジ
- ドレスデン、運命の日
- バットマン ビギンズ（テレビ版）
- バンテージ・ポイント
- PANDEMIC 感染惑星（ジェイソン）
- ブロークン・イングリッシュ
- ベッドタイム・ストーリー
- ホテル・バディーズ ワンちゃん救出大作戦
- レッドクリフ Part II -未来への最終決戦-

#### テレビドラマ
- アルフ ファイナル・スペシャル
- ER XIV 緊急救命室（デレク・リー） #294
- ER XV 緊急救命室（バーク〈ポール・バーソロミュー〉） #311
- 華麗なるペテン師たち4
- 気分はぐるぐる #13
- クリミナル・マインド FBI行動分析課（#13：ネット）、#20
  - シーズン4（#9：ロバート、#23：フィーダー）
  - シーズン5 #12
- スクール・オブ・ロック
- コールドケース5 #6、11、18
- コールドケース6 #11
- ザ・ホワイトハウス
- CSI:7 科学捜査班 #7
- CSI:ニューヨーク6 #8
- 新ビバリーヒルズ青春白書
- 善徳女王
- ダークエイジ・ロマン 大聖堂（ウォルター）
- ダメージ2 #6
- チャームド 〜魔女3姉妹〜 シーズン7
- デスパレートな妻たち
- トンイ
- ナース・ジャッキー2
- ハーパーズ・アイランド 惨劇の島（リギンズ）
- BAD LOVE〜愛に溺れて〜（ユン室長）
- HAWAII FIVE-0 #21
- 犯罪捜査官 アナ・トラヴィス（エドワード・ウィッケナム）
- フラッシュフォワード（ブライス・ヴァーレイ）
- ホワイトチャペル2 終わりなき殺意
- 魔術師 MERLIN #9
- ミス・マープル2 親指のうずき
- ミス・マープル3 バートラム・ホテルにて
- 名探偵モンク3 #2
- 名探偵モンク6 #13
- 名探偵モンク7 #2
- レバレッジ 〜詐欺師たちの流儀
- ロイヤル・スキャンダル 〜エリザベス女王の苦悩〜
- LOST
- One Tree Hill

#### アニメ
- スター・ウォーズ/クローン・ウォーズ (テレビアニメ)（警察官）
- ヒックとドラゴン
- マダガスカル2

#### テレビ番組
- 突撃!大人の職業体験
- 地球そして生命の誕生と進化（ナレーション）

### ラジオ
- Pokémon Radio Show! ロケット団ひみつ帝国（CM担当、2012年7月1日 - 9月30日） - InterFM

### オーディオブック
- 虐殺器官〔新版〕（2018年、ルーシャス）
- ハーモニー〔新版〕（2019年、冴紀ケイタ）

### 舞台
- アップル・ツリー
- ことだま屋本舗EXステージvol.2『戦国新撰組』（2017年6月25日、蜂須賀小六）
- ことだま屋本舗EXステージvol.3「ことだま屋×Z」『ヴァンパイア・サバイバー』（2018年3月17日・18日、ビクター）
- ことだま屋本舗EXステージvol.4『戦国新撰組-結-』（2018年6月24日、蜂須賀小六、今川義元）
- ことだま屋本舗EXステージvol.5「ことだま屋×Z PART2」『レオナルド危機一髪』（2018年9月15日・16日、文楽）
- ことだま屋本舗EXステージvol.6『アウターゾーン リ：ビジテッド』（2018年11月10日）
- ことだま屋本舗EXステージvol.7「ことだま屋×Z4」（2019年5月2日 - 6日）
  - 『アウターゾーン リ：ビジテッド』（分隊長ブアマン）
  - 『闇狩人Δ』
  - 『宇宙人プルカ』
  - 『週末は武道館で君と。』
- ことだま屋本舗EXステージvol.8（2019年6月23日）
  - 『レオナルド危機一髪』（文楽）
  - 『さんばか』（湯屋の男）
- ことだま屋本舗EXステージvol.9（2019年9月22日・23日）
  - 『SEVEN EDGE』（団長）
  - 『ゆーどうぶ。』（八百源のおじさん）
- ことだま屋本舗EXステージvol.10『サマーヒーロー』（2019年11月10日）
- ことだま屋本舗EXステージ配信トライアル公演『闇狩人Δ』（2021年1月27日）
- ことだま屋本舗「EXステージ×コミックファイア」『聖剣士さまの魔剣ちゃん 〜孤独で健気な魔剣の主になったので全力で愛でていこうと思います〜』（2021年3月6日、フォルト）
- シンドバットの冒険
- とべないホタル
- リボンの騎士

## ディスコグラフィ

### キャラクターソング
| 発売日        | 商品名                                                                     | 歌                                        | 楽曲           | 備考                                                     |
| ------------- | -------------------------------------------------------------------------- | ----------------------------------------- | -------------- | -------------------------------------------------------- |
| 2012年1月25日 | イナズマイレブンGO キャラクターソング オリジナルアルバム                   | 三国太一（佐藤健輔）&南沢篤志（梶裕貴）   | 「本物の強さ」 | テレビアニメ『イナズマイレブンGO』関連曲                 |
| 2013年2月27日 | イナズマイレブンGOクロノ･ストーンオールスターズ キャラクターソングアルバム | 三国太一（佐藤健輔）&狩屋マサキ（泰勇気） | 「いつかの話」 | テレビアニメ『イナズマイレブンGO クロノ･ストーン』関連曲 |

### シリーズ一覧
1. ↑  『妖怪ウォッチ』（2014年 - 2018年）、『妖怪ウォッチ!』（2019年）、『妖怪ウォッチ♪』（2021年 - 2023年）
2. ↑  第1期（2018年）、第2期『はたらく細胞!!』（2021年）
3. ↑  『ポケットモンスター』（2021年 - 2022年）、『めざせポケモンマスター』（2023年）
4. ↑  『ストライカーズ』『2012エクストリーム』（2011年）、『GO 2013』（2012年）
5. ↑  『シャイン/ダーク』（2011年）、『2 クロノ・ストーン ネップウ/ライメイ』（2012年）、『ギャラクシー ビッグバン/スーパーノヴァ』（2013年）